# Frances Kauffmann
Frances Kauffmann (* 14. August 2000) ist eine deutsche Volleyballspielerin.

## Karriere
Kauffmann spielte in ihrer Jugend beim SV Energie Cottbus und von 2017 bis 2020 SC Potsdam, davon in der Saison 2018/19 im Bundesligateam. Nach einer Spielpause ist die Libera seit 2023 in der 2. Bundesliga Nord beim BBSC Berlin aktiv.